# Le Bouchage (Isère)
Le Bouchage is een gemeente in het Franse departement Isère (regio Auvergne-Rhône-Alpes) en telt 462 inwoners (1999). De plaats maakt deel uit van het arrondissement La Tour-du-Pin.

## Geografie
De oppervlakte van Le Bouchage bedraagt 11,2 km², de bevolkingsdichtheid is 41,3 inwoners per km².
De onderstaande kaart toont de ligging van Le Bouchage (Isère) met de belangrijkste infrastructuur en aangrenzende gemeenten.

## Demografie
Onderstaande figuur toont het verloop van het inwonertal (bron: INSEE-tellingen).